# Finnia Wunram
Finnia Wunram, née le 18 décembre 1995 à Eckernförde, est une nageuse allemande, spécialisée dans les épreuves de nage en eau libre.

## Biographie
Le 19 juillet 2019, Finnia Wunram remporte la médaille d'argent du 25 km en eau libre lors des Championnats du monde à Gwangju, en Corée du Sud.

## Palmarès

### Championnats du monde
- Championnats du monde 2015 à Kazan (Russie) :
  -  Médaille de bronze du 5 km en eau libre

- Championnats du monde 2019 à Gwangju (Corée du Sud) :
  -  Médaille d'argent du 25 km en eau libre

### Championnats d'Europe
- Championnats d'Europe 2016 à Hoorn (Pays-Bas) :
  -  Médaille d'argent du 5 km en eau libre
  -  Médaille d'argent du 5 km en eau libre par équipe mixte